# Pierdante Piccioni
Pierdante Piccioni (Grontardo, 30 agosto 1959) è un medico e scrittore italiano noto come il "Dottor Amnesia".

## Biografia
Nato il 30 agosto 1959 a Levata di Grontardo in provincia di Cremona, è stato primario del pronto soccorso dell'Ospedale Maggiore di Lodi e di quello di Codogno, docente universitario all'Università degli Studi di Pavia e consulente del Ministero della salute.
Il 31 maggio 2013, a causa di un incidente sulla tangenziale di Pavia, entra in coma. Al suo risveglio poche ore dopo, a causa di una lesione alla corteccia cerebrale, ha come ultimo ricordo il momento in cui, nel giorno dell'ottavo compleanno del figlio Tommaso, sta uscendo dalla scuola dove lo ha appena accompagnato. La data è quella del 25 ottobre 2001 e Piccioni non ha memoria dei suoi ultimi dodici anni di vita, che riesce a ricostruire solo attraverso foto e racconti della moglie e degli amici. Segue lo stesso percorso per quanto riguarda l'attività professionale; ricomincia a studiare e ricostruisce i rapporti con i colleghi.
In occasione della pandemia di COVID-19 è stato impegnato nel trattamento dei pazienti affetti dalla malattia virale nell'ospedale di Lodi, dove ha dato vita all'unità di Integrazione Ospedale Territorio e Appropriatezza della Cronicità.
La sua storia ha ispirato il medical drama Doc - Nelle tue mani, una serie di sedici episodi in onda dal 26 marzo 2020 su Rai 1. La fiction, tratta dal libro Meno dodici scritto da Piccioni insieme a Pierangelo Sapegno, è diretta da Jan Maria Michelini e Ciro Visco, e ha come protagonista Luca Argentero. Piccioni ha partecipato come ospite nella seconda puntata nel ruolo di un paziente. Piccioni ha un cameo anche in ognuna delle successive due stagioni, interpretando un medico.

## Opere
- Meno dodici, collana Strade blu, con Pierangelo Sapegno, Mondadori, 2016, ISBN 978-88-0465-996-9.
- Pronto soccorso, collana Strade blu, con Pierangelo Sapegno, Mondadori, 2017, ISBN 978-88-0467-521-1.
- In prima linea, collana Strade blu, con Pierangelo Sapegno, Mondadori, 2020, ISBN 978-88-3570-223-8.
- Colpevole di amnesia, collana Strade blu, con Pierangelo Sapegno, Mondadori, 2020, ISBN 978-88-0472-457-5.
- Doc - Nelle tue mani, con Pierangelo Sapegno, Mondadori, 2022, ISBN 978-88-0474-588-4.